# Utópista szocializmus
Utópista szocializmus (gyakran utópikus vagy utópisztikus is) néven a közösségi tulajdonon alapuló ideális államra vonatkozó korai, 1848 előtti elméleteket foglaljuk össze. A legismertebb utópista szocialista gondolkodók Henri de Saint-Simon, Robert Owen és Charles Fourier voltak.
Az utópista szocialisták maguk nem használták ezt az elnevezést. Karl Marx és Friedrich Engels használta először ezt a meghatározást a Kommunista kiáltványban, 1848-ban, majd később a szocialista gondolkodók széles körben alkalmazták ezt a terminust azokra a korai szocialista vagy kvázi-szocialista gondolkodókra, akik elméleti modelleket dolgoztak ki egyenlősítő, kommunista államalakulatok létrehozására anélkül, hogy foglalkoztak volna ezen társadalmak létrehozásának konkrét lehetőségével, megvalósítási módjaival.

## Előtörténete
Már egy sor ókori vallásban is megjelent az igénye a közösségi tulajdonlásnak, a társadalmi különbségek megszüntetésének. Így pl. az ókori Perzsiában Mazdak próféta követői, a taoizmus, a zsidó vallás, majd az őskeresztények is abból indultak ki, hogy a létezéshez szükséges javak Isten adományai és ennek megfelelően azt közösen kell birtokolni és felhasználni.
Az ókori keleti társadalmakban gyakori volt az a felfogás, hogy az ősidőkben még nem volt különbség a tulajdonnal rendelkezők illetve nem rendelkezők között. Ideálisnak a „nagy közösséget” tartották a konfucianizmus hívei is. A Biblia próféciáiban már Kr. e. 700 körül a végítélet várakozása összekapcsolódott a feledésbe merült isteni törvények helyreállításával (Lévi 25).
Az ókori görög filozófiában i. e. 400 körül bukkannak fel egy ideális államra vonatkozó elképzelések, ahol nincsen magántulajdon (Platón: Állam, Iambulosz).
A középkorban hasonló egyenlősítő eszméket hirdettek egyes eretnekmozgalmak, illetve parasztfelkelések.

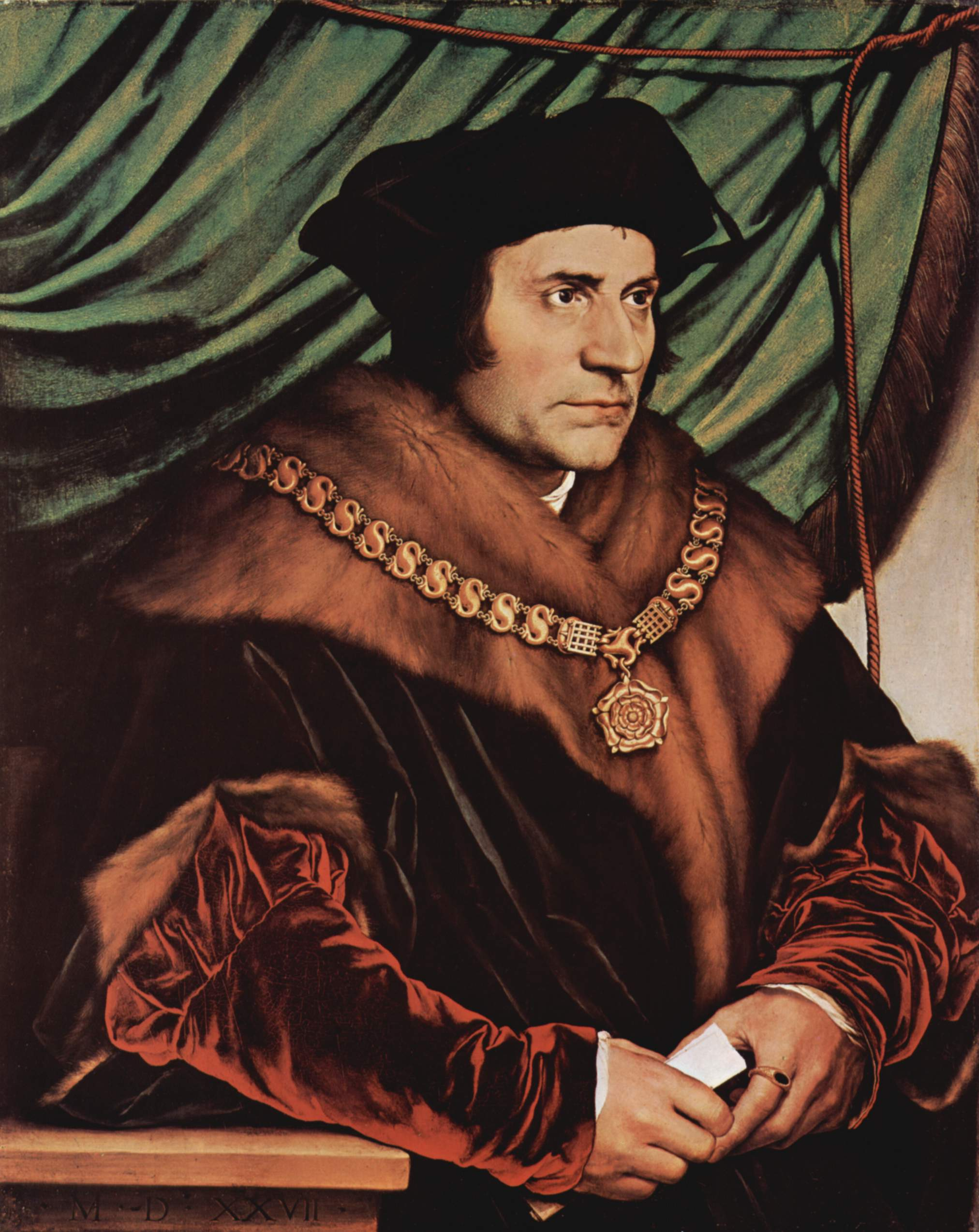
Morus Tamás

A humanizmusnak az újkor elején megjelenő áramlatai - párhuzamosan az elnyomorodó parasztság felkeléseivel - felszínre hozták azokat a társadalmi elméleteket, amelyek a polgárok egyenlőségén alapultak, és az ógörög poliszok demokrácia-felfogásához nyúltak vissza.
Nagy visszhangot váltott ki Morus Tamás Utópia (De Optimo Reipublicae Statu deque Nova Insula Utopia) című munkájának megjelenése 1516-ban. Ebben egyfajta ideális kommunisztikus államformát állított szembe a létező feudalizmussal. Utópia szigetén mindenki közösen dolgozik és a megtermelt javakból is közösen részesednek. A szigeten azonban szigorú társadalmi hierarchia uralkodik. Többek között ez is megkülönbözteti Morus Tamás elképzeléseit a későbbi szocialista elméletektől.
Tommaso Campanella is egy ideális államot rajzolt meg 1602-ben a Napállam (másképp A Nap városa) (La città del Sole) című művében.
A 17. és a 18. században a manufaktúrák révén a termelőerők fejlődése addig nem látott méreteket öltött. A technikai fejlődés lehetővé tette a tömeges árutermelést, ami alapjában változtatta meg nagy embertömegek életét.
A felvilágosodás nyomán egyre terjedtek az egyetemes emberi jogokra vonatkozó elméletek. Az egyházi és állami hatalmak szigorú elnyomó intézkedései, megtorlásai miatt az új eszmék hívei titkos társaságokba szerveződtek. A politikai színtérre csak később, a polgárság megerősödésével tudtak kilépni.

## Az utópista szocializmus jelentős képviselői

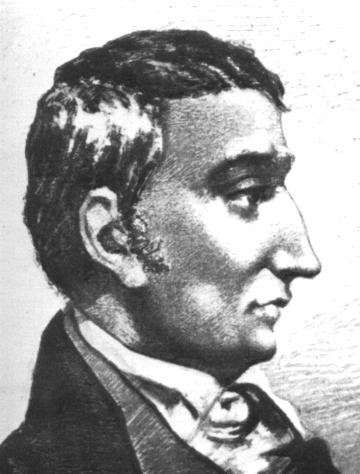
Saint-Simon grófja

François Noël (Gracchus) Babeuf (1760–1797) volt valószínűleg az első, aki megfogalmazta a szocializmus, mint társadalmi forma szükségességét. A francia forradalom idején titkos szervezetet hozott létre az Egyenlők Társasága (Société des égaux) néven. Ezzel megkezdődött a korai szocialisták politikai szerveződése. Filippo Buonarroti, Charles Fourier és Louis Auguste Blanqui (1805-1881) voltak még ennek az időszaknak jelentős szocialista gondolkodói. Gondolataik nagy befolyást gyakoroltak – Henri de Saint-Simon – mellett az 1834-ben Párizsban megalakított „Tiszteletreméltók Társaságára”. Ebből vált ki 1836-ban az „Igazak Szövetsége”, amelyet 1848-ig Wilhelm Weitling svájci szabómunkás vezetett.
További jelentős utópista szocialisták voltak: Étienne Cabet (1788–1856), Moses Hess német-zsidó filozófus (1812–1875), a cionizmus szocialista szárnyának alapítója, Hermann Kriege és Karl Grün (1817–1885) újságíró. Karl Rodbertus (1805–1875) német közgazdász az államszocializmus elméletének megalapítójának számít.
Angliában Robert Owen volt a legjelentősebb korai szocialista. Nyíltan vállalt ateizmusa felsőbb társadalmi rétegekben is népszerűséget hozott számára. Az utópikus szocialisták között kivételnek számított tényleges politikai aktivitásával. Ennek során sikeresen befolyásolta a munkásvédelmi törvények megalkotását. Később az Egyesült Államokban próbálkozott szocialista minta-település létrehozásával, sikertelenül. Elméletei és tevékenysége révén egyaránt a szövetkezeti szocializmus képviselőjének számít.
1830-ban szakszervezeti mozgalmat indított, azonban a munkaadók és az állam ez ellen olyan élesen lépett fel, hogy Owen mozgalmát 1834-ben feloszlatta.

## Az utópista szocializmus és a marxizmus
A marxisták az utópista szocializmust (különösen annak francia képviselőit, Henri de Saint-Simont, Charles Fouriert) a marxizmus egyik forrásának tartják, a korabeli német filozófia (Feuerbach és Hegel) és az angol közgazdaságtan (Adam Smith és David Ricardo) mellett.